# Präsidentschaftswahl in Ägypten 2012
Der erste Wahlgang der Präsidentschaftswahl in Ägypten 2012 wurde am 23. und 24. Mai 2012 abgehalten. Am 16. und 17. Juni 2012 kam es zu einer Stichwahl zwischen Mohammed Mursi von der islamistischen Freiheits- und Gerechtigkeitspartei und dem als unabhängiger Kandidat angetretenen Ahmad Schafiq, der unter dem gestürzten Präsidenten Husni Mubarak als Minister und vom 30. Januar bis zum 3. März 2011 als Premierminister gedient hatte. Die Ergebnisse wurden am 24. Juni 2012 bekanntgegeben. Mursi gewann die Wahl mit 51,7 Prozent gegen Schafiq (48,3 Prozent).
Im Ausland lebende Ägypter konnten ihre Stimmen ab dem 11. Mai in den Botschaften und Konsulaten ihres Landes abgeben.
Die Wahl war nach den Wahlen von 2005 die zweite Präsidentschaftswahl in der ägyptischen Geschichte, bei der mehr als ein Kandidat antrat. Sie gilt zusammen mit der Parlamentswahl 2011 und der Wahl zum Schura-Rat 2012 als wichtiger Zwischenschritt im gesellschaftlichen Wandel, der mit der Revolution in Ägypten 2011 einherging.
Der zweite Wahlgang wurde von einem umstrittenen Urteil des ägyptischen Verfassungsgerichts überschattet, das die Parlamentswahlen für verfassungswidrig erklärte. Das Urteil führte zur Auflösung des Parlaments. Die Zulassung des dem Mubarak-Regime nahestehenden Schafiq zur Präsidentschaftswahl wurde vom Gericht bestätigt.

## Modalitäten
Die Wahlrechtsbestimmungen für die Präsidentschaftswahl wurden am 30. Januar 2012 veröffentlicht. Die Kandidaten mussten demnach in Ägypten als Kind ägyptischer Eltern geboren worden sein, durften keine doppelte Staatsbürgerschaft besitzen und nicht mit einem Ausländer verheiratet sein. Um nominiert zu werden, brauchten sie die Unterstützung von mindestens 30 Parlamentsabgeordneten oder 30.000 stimmberechtigten Wählern. Der formelle Registrierungsprozess für die Kandidaten begann am 10. März und endete am 8. April.
Die endgültige Liste der 13 Kandidaten für die Präsidentschaftswahl wurde am 26. April 2012 bekanntgegeben.

## Teilnehmende Kandidaten
|                                                                                    |                                                                                                   |                                                                    |                                                    | | | |                                                                                                 |
| Amr Mussa                                                                          | Abdel Moneim Abul Futuh                                                                           | Ahmad Schafiq                                                      | Hamdin Sabahi                                      | Mohammed Mursi | Khaled Ali | Mohamed Selim El-Awa                                                                                        | Hischam Bastawisi                                                                               |
| Letzter Generalsekretär der Arabischen Liga und ehemaliger Außenminister Ägyptens. | Generalsekretär der Union arabischer Mediziner und Ex-Mitglied des Führungsrats der Muslimbrüder. | Luftwaffengeneral und letzter Premierminister unter Hosni Mubarak. | Vorsitzender der nasseristischen Partei der Würde. | Vorsitzender der Freiheits- und Gerechtigkeitspartei, Reservekandidat der Muslimbruderschaft wegen der Nichtzulassung Chairat el-Schaters. | Anwalt und Arbeiteraktivist; Ex-Vorsitzender des Zentrums für wirtschaftliche und soziale Rechte; Gründer des Hisham Mubarak Law Center. | Ex-Generalsekretär der Union Muslimischer Gelehrter und Vorsitzender der Vereinigung für Kultur und Dialog. | Richter und Vizepräsident des Ägyptischen Kassationsgerichts, nominiert von der Tagammu-Partei. |

Weitere Präsidentschaftskandidaten
- Abu El-Ezz El-Hariri, Vorsitzender der Partei Sozialistische Volksallianz, Parlamentsabgeordneter für das Bündnis Die Revolution geht weiter
- Mahmoud Hossam als Unabhängiger[7]
- Hossam Khairallah, Kandidat der Partei des demokratischen Friedens

Abdulla Alaschaal, Kandidat der salafistischen Authentizitätspartei, pensionierter Botschafter und vormaliger Assistent des Außenministers, hatte seine Kandidatur am 12. Mai 2012 zugunsten von Mohammed Mursi zurückgezogen. Seine Kandidatur ebenfalls zurückgezogen hatte am 16. Mai 2012 Mohammad Fawzi Isa, Kandidat der Partei der demokratischen Generation, und sich für Amr Musa ausgesprochen. Da die offizielle Frist für das Zurückziehen von Kandidaturen jedoch bereits überschritten war, erschienen ihre Namen gleichwohl auf dem Stimmzettel.

## Ausgeschlossene Kandidaten
Am 14. April 2012 gab die Wahlkommission bekannt, zehn von 23 Kandidaten von der Präsidentschaftswahl auszuschließen, darunter Chairat al-Schater, Aiman Nur, Omar Suleiman und Hasem Abu Ismail. El-Schater, der im März 2011 aus dem Gefängnis entlassen wurde, dürfe nicht an der Wahl teilnehmen, da ein geltendes Gesetz besagt, dass frühere Häftlinge nach Verbüßung ihrer Strafe oder Begnadigung sechs Jahre lang nicht bei einer Wahl antreten dürfen, was auch für Nur gilt. Suleiman habe nicht wie vorgeschrieben die Unterstützung von Wählern aus 15 Provinzen erhalten. Er hatte zuvor in einer repräsentativen Umfrage der unabhängigen Tageszeitung Al-Masry Al-Youm mit 20,1 Prozent die meiste Zustimmung erhalten. Ein gleichzeitig von der Mehrheit im Parlament gebilligtes Gesetz, das vorsieht, hohe Vertreter des Mubarak-Regimes für einen Zeitraum von zehn Jahren von Staatsämtern auszuschließen, war noch nicht von der Militärregierung in Kraft gesetzt worden. Abu Ismail wurde gesperrt, weil seine Mutter die US-amerikanische Staatsbürgerschaft besessen habe. Kandidaten dürfen gemäß Gesetz ausschließlich die ägyptische Staatsbürgerschaft besitzen und müssen von ägyptischen Eltern abstammen.
Alle abgelehnten Bewerber hatten zwei Tage Zeit, Einspruch gegen die Entscheidung der Wahlkommission einzulegen. Suleiman, Abu Ismail und el-Schater legten Einspruch ein; die ägyptische Wahlkommission bekräftigte am 17. April 2012 ihre Entscheidung.
|                                                          |                                                                                                | |                                                                      |
| Omar Suleiman                                            | Hazem Salah Abu Ismail                                                                         | Chairat al-Schater                                                                                           | Aiman Nur                                                            |
| General und früherer Chef des Geheimdienstes Muchabarat. | Salafistische und ultrakonservative Schlüsselfigur der islamistischen Szene, Fernsehmoderator. | Geschäftsmann und Vize-Führer der Muslimbruderschaft, nominiert von der Freiheits- und Gerechtigkeitspartei. | Gründer und Vorsitzender der liberalen Morgen-Partei der Revolution. |

Weitere ausgeschlossene Kandidaten waren:
- Houssam Khayrat, Kandidat der Ägyptischen Arabischen Sozialistischen Partei
- Mortada Mansour, Kandidat der Nationalpartei, vormals Präsident des Erstliga-Fußballvereins Zamalek SC
- Mamdouh Qutb, Kandidat der Zivilisationspartei, vormals Generaldirektor des Geheimdienstes Muchabarat
- Aschraf Barouma, Vorsitzender der Partei Misr Al-Kanana
- Ibrahim El-Gharib als Unabhängiger
- Ahmad Awad Al-Saidi

Die einzige Frau als Bewerberin, Bothaina Kamel, registrierte sich nicht.

## Durchführung
Der Kandidat Ahmad Schafiq wurde bei der Abgabe seiner Stimme von aufgebrachten Demonstranten beschimpft und mit Schuhen und Steinen beworfen. Nachdem er das Wahllokal verlassen hatte, kam es zu Auseinandersetzungen zwischen seinen Anhängern und Gegnern.
Wegen des großen Interesses blieben die Wahllokale eine Stunde länger, bis 21:00 Uhr, geöffnet.

## Wahlergebnis

### Gesamtergebnis
| Kandidat               | Kandidat                | Partei                               | 1. Runde   | 1. Runde | 2. Runde   | 2. Runde |
| Kandidat               | Kandidat                | Partei                               | Stimmen    | Anteil   | Stimmen    | Anteil   |
| ---------------------- | ----------------------- | ------------------------------------ | ---------- | -------- | ---------- | -------- |
|                        | Mohammed Mursi          | Freiheits- und Gerechtigkeitspartei  | 5.764.952  | 24,78 %  | 13.230.131 | 51,73 %  |
|                        | Ahmad Schafiq           | Unabhängiger                         | 5.505.327  | 23,66 %  | 12.347.380 | 48,27 %  |
|                        | Hamdin Sabahi           | Partei der Würde                     | 4.820.273  | 20,72 %  |            |          |
|                        | Abdel Moneim Abul Futuh | Unabhängiger (ehem. Muslimbruder)    | 4.065.239  | 17,47 %  |            |          |
|                        | Amr Mussa               | Unabhängiger                         | 2.588.850  | 11,13 %  |            |          |
|                        | Mohamed Selim El-Awa    | Unabhängiger                         | 235.374    | 1,01 %   |            |          |
|                        | Khaled Ali              | Unabhängiger                         | 134.056    | 0,58 %   |            |          |
|                        | Abu El-Izz El-Hariri    | Sozialistische Volksallianz (TAM)    | 40.090     | 0,17 %   |            |          |
|                        | Hischam Bastawisi       | Tagammu-Partei                       | 29.189     | 0,13 %   |            |          |
|                        | Mahmoud Hossam          | Unabhängiger                         | 23.992     | 0,10 %   |            |          |
|                        | Mohammad Fawzi Isa      | Partei der demokratischen Generation | 23.889     | 0,10 %   |            |          |
|                        | Hossam Khairallah       | Partei des demokratischen Friedens   | 22.036     | 0,09 %   |            |          |
|                        | Abdulla Alaschaal       | al-Asala-Partei                      | 12.249     | 0,05 %   |            |          |
|                        |                         |                                      |            |          |            |          |
| Gültige Gesamtstimmen  | Gültige Gesamtstimmen   | Gültige Gesamtstimmen                | 23.265.516 | 98,28 %  | 25.577.511 | 100 %    |
|                        |                         |                                      |            |          |            |          |
| Ungültige/leere Zettel | Ungültige/leere Zettel  | Ungültige/leere Zettel               | 406.720    | 1,72 %   | 843.252    | 3,19 %   |
| Wahlbeteiligung        | Wahlbeteiligung         | Wahlbeteiligung                      | 23.672.236 | 46,42 %  | 26.420.763 | 51 %     |
| Enthaltungen           | Enthaltungen            | Enthaltungen                         | 27.324.510 | 53,58 %  |            |          |
| Registrierte Wähler    | Registrierte Wähler     | Registrierte Wähler                  | 50.996.746 |          |            |          |

### Ergebnisse des zweiten Wahlgangs nach Gouvernements

Mehrheiten in der zweiten Wahlrunde nach Gouvernementen:

| Mursi: 50–60 % 60–70 % 70–80 % 80–90 % | Schafiq: 50–60 % 60–70 % 70–80 % |

| Gouvernement        | Wähler    | gültige Stimmen | ungültige Stimmen | Beteiligung | Mursi     | Mursi | Schafiq   | Schafiq |
| Gouvernement        | Wähler    | gültige Stimmen | ungültige Stimmen | Beteiligung | Stimmen   | in %  | Stimmen   | in %    |
| ------------------- | --------- | --------------- | ----------------- | ----------- | --------- | ----- | --------- | ------- |
| Kairo               | 6.488.564 | 3.399.110       | 158.687           | 54,8        | 1.505.103 | 44,3  | 1.894.007 | 55,7    |
| Alexandria          | 3.285.392 | 1.687.148       | 76.274            | 53,7        | 970.131   | 57,5  | 717.017   | 42,5    |
| Port Said           | 435.976   | 239.890         | 13.577            | 58,1        | 109.768   | 45,8  | 130.122   | 54,2    |
| Sues                | 381.298   | 205.963         | 7.550             | 56,0        | 129.229   | 62,7  | 76.734    | 37,3    |
| Damiette            | 851.658   | 461.403         | 14.569            | 55,9        | 258.475   | 56,0  | 202.928   | 44,0    |
| Dakahlija           | 3.663.584 | 1.904.744       | 51.243            | 53,4        | 845.390   | 44,4  | 1.059.354 | 55,6    |
| asch-Scharqiyya     | 3.492.594 | 1.928.216       | 50.070            | 56,6        | 881.581   | 45,7  | 1.046.635 | 54,3    |
| Qalyubia            | 2.590.130 | 1.460.537       | 42.562            | 58,0        | 609.253   | 41,7  | 851.284   | 58,3    |
| Kafr asch-Schaich   | 1.855.366 | 768.005         | 23.223            | 42,6        | 425.514   | 55,4  | 342.491   | 44,6    |
| Gharbia             | 2.904.666 | 1.575.883       | 45.103            | 55,8        | 583.748   | 37,0  | 992.135   | 63,0    |
| Menufeya            | 2.204.822 | 1.323.265       | 33.949            | 61,6        | 376.677   | 28,5  | 946.588   | 71,5    |
| Behaira             | 3.220.325 | 1.548.271       | 45.043            | 49,5        | 907.377   | 58,6  | 640.894   | 41,4    |
| Ismailia            | 699.548   | 376.576         | 11.642            | 55,5        | 204.307   | 54,3  | 172.269   | 45,7    |
| al-Dschiza          | 4.279.783 | 2.263.425       | 82.263            | 54,8        | 1.351.526 | 59,7  | 911.899   | 40,3    |
| Bani Suwaif         | 1.421.007 | 770.342         | 24.261            | 55,9        | 512.079   | 66,5  | 258.263   | 33,5    |
| al-Fayyūm           | 1.549.061 | 761.330         | 23.091            | 50,6        | 591.995   | 77,8  | 169.335   | 22,2    |
| Minja               | 2.656.815 | 1.332.677       | 43.607            | 51,8        | 858.557   | 64,4  | 474.120   | 35,6    |
| Asyut               | 2.079.392 | 901.539         | 26.837            | 44,6        | 554.519   | 61,5  | 347.020   | 38,5    |
| Sauhadsch           | 2.340.446 | 912.853         | 26.103            | 40,1        | 531.636   | 58,2  | 381.217   | 41,8    |
| Qina                | 1.601.111 | 514.089         | 15.179            | 33,1        | 285.894   | 55,6  | 228.195   | 44,4    |
| Assuan              | 857.984   | 317.424         | 7.776             | 37,9        | 164.826   | 51,9  | 152.598   | 48,1    |
| Rotes Meer          | 224.151   | 94.791          | 2.687             | 43,5        | 46.803    | 49,4  | 47.988    | 50,6    |
| al-Wadi al-dschadid | 141.576   | 63.009          | 1.320             | 45,4        | 39.934    | 63,4  | 23.075    | 36,6    |
| Matruh              | 204.133   | 81.242          | 1.629             | 40,6        | 65.095    | 80,1  | 16.147    | 19,9    |
| Nord-Sinai          | 207.388   | 94.964          | 2.401             | 46,9        | 58.415    | 61,5  | 36.549    | 38,5    |
| Süd-Sinai           | 62.408    | 24.742          | 733               | 40,8        | 12.286    | 49,7  | 12.456    | 50,3    |
| Luxor               | 672.812   | 264.353         | 6.781             | 40,3        | 124.120   | 47,0  | 140.233   | 53,0    |
| Ägypter im Ausland  | 586.804   | 301.720         | 5.092             | 52,3        | 225.893   | 74,9  | 75.827    | 25,1    |

## Reaktionen
Nach der Bekanntgabe der ersten Ergebnisse demonstrierten am Abend des 28. Mai etwa 2.000 Menschen am Tahrir-Platz gegen den Ausgang der ersten Wahlrunde, weil sie ihrer Meinung nach unfair und nicht repräsentativ war. Auch in Alexandria und Sues gab es Proteste. Das Wahlkampfhauptquartier von Ahmad Schafiq in Kairo wurde Opfer von Brandstiftung.
Da wenige Wochen vor der ersten Runde der Präsidentschaftswahl ein Gesetz verabschiedet wurde, das hohen Funktionären des Mubarak-Regimes eine Kandidatur untersagte, war Schafiqs Teilnahme an den Wahlen lange umstritten. Es war eine Frage der Interpretation von Teilen der ägyptischen Verfassung, inwieweit dieses Gesetz als bindend betrachtet werden konnte. Das ägyptische Verfassungsgericht bestätigte aber am 14. Juni 2012 nicht nur Schafiqs Kandidatur, sondern erklärte auch die Parlamentswahlen von November 2011 und Januar 2012 für illegal, da Parteivertreter für die Parlamentssitze kandidiert hatten, die eigentlich für unabhängige Bewerber vorgesehen waren. Der Urteilsspruch löst heftige Proteste in Ägypten aus; mehrere ägyptische Parteien sprachen von einer „Konterrevolution“ des seit dem Sturz Mubaraks regierenden Militärrates und warnten vor einem Staatsstreich. Schafiq galt als der vom Militärrat favorisierte Kandidat für das Präsidentenamt.